# Archivos del Festival de Jazz de Montreux
Los Archivos del Festival de Jazz de Montreux son archivos audiovisuales de los conciertos del Festival de Jazz de Montreux . Fueron incluidos en las Memorias del Mundo de la UNESCO en 2013.
Los Archivos del Festival de Jazz de Montreux tienen como objetivo conservar, preservar, proteger y mejorar todas las colecciones formadas por un conjunto audiovisual de grabaciones de los conciertos del Festival de Jazz de Montreux. Las acciones educativas, benéficas, sociales, humanitarias o culturales relacionadas con la promoción de las artes y la cultura en Montreux o en otros lugares de Suiza y del mundo contribuyen a la difusión de los valores asociados a la obra de Claude Nobs,

## Histórico
Los Archivos del Festival de Jazz de Montreux albergan una colección que abarca el período 1967-2012 y que está incluida en el registro Memoria del Mundo de la UNESCO en 2013. El Festival de Jazz de Montreux tiene como objetivo dar a los artistas una bienvenida y una gran libertad invitándolos a realizar actuaciones excepcionales en el escenario. 
En 2007, Montreux Sounds Digital Project comenzó a hacerse cargo del proyecto de digitalización y mejora de la colección de grabaciones del Festival de Jazz de Montreux. Gracias a la asociación de la Fundación Claude Nobs con la EPFL y al apoyo de numerosos patrocinadores, en 2010, el Centro EPFL para la Innovación en el Patrimonio Cultural se hizo cargo del Proyecto Montreux Jazz Digital. El proyecto permite el acceso público a gran parte de los archivos del Montreux Jazz Café y vivir experiencias inmersivas.

## Colecciones de archivo
La colección de los archivos del festival de jazz de Montreux contiene una colección que incluye:
- una memoria auditiva y visual de más de 4000 conciertos, que guardaba en su " búnker », en Caux;[7]
- más de 5000 horas de grabaciones de video (incluidas grabaciones HD de 1991) y 5000 horas de grabaciones de audio digitalizadas de alta calidad  ;
- actuaciones de David Bowie, James Brown, Ray Charles, Miles Davis, Ella Fitzgerald, Aretha Franklin, BB King, Prince, Nina Simone[2] ;
- varias computadoras y máquinas en latencia;

### Artículo relacionado
- claude nobs

- Datos: Q115442454
- Multimedia: Montreux Jazz Archive EPFL / Q115442454